# Żarnówczany Dół
Żarnówczany Dół – wąwóz będący prawym odgałęzieniem Doliny Racławki. Pod względem administracyjnym znajduje się na terenie wsi  Dębnik w województwie małopolskim, pod względem geograficznym na Wyżynie Olkuskiej, będącej częścią Wyżyny Krakowsko-Częstochowskiej. Wąwóz opada w kierunku północno-wschodnim. Jego górna część zaczyna się zaraz po wschodniej stronie nieczynnego kamieniołomu Dębnik, wylot nieco powyżej skały  Opalona.
Nazwa wąwozu pochodzi od porastającego jego zbocza i okolice lasu Żarnówka. Żarnówczany Dół ma długość około 500 m i jest całkowicie porośnięty lasem. Znajduje się w obrębie rezerwatu przyrody Dolina Racławki. Wąwozem prowadzi szlak turystyczny i geologiczna ścieżka dydaktyczna. 

## Szlaki turystyczne
Szlak Dolinek Jurajskich
 czerwona, geologiczna ścieżka dydaktyczna w postaci zamnkiętej pętli. Od parkingu w Dubiu obok Kopalni Odkrywkowej Dolomitów Dubie, dnem wąwozu Zbrza, obok kamieniołomu w Dębnikach i Łomu Hrabskiego do dna doliny. 5 przystanków.